# ویلده نیلسن
ویلده نیلسن (انگلیسی: Vilde Nilsen؛ زادهٔ ۱۲ ژانویهٔ ۲۰۰۱) اسکی‌باز صحرانوردی اهل نروژ است.
وی در مسابقات کشوری و بین‌المللی در مجموع برندهٔ ۱ مدال نقره شده‌است.